# Иванов, Сергей Анатольевич (футболист)
Сергей Анатольевич Иванов (21 января 1962, СССР) — советский и российский футболист.

## Карьера
Воспитанник ДЮСШ «Сталь» (Чебоксары). В 1980 году Иванов находился в составе команды первой советской лиги СКА (Хабаровск), однако за неё он не провёл ни одного матча. С 1981 г. по 1992 г. футболист играл в чебоксарском клубе «Сталь», который в 1991 году сменил своё название на «Азамат». За этот коллектив в первенствах СССР и России Иванов провёл 360 матчей, в которых забил 4 гола. Завершал карьеру в любительских командах.
Работал тренером с несколькими чувашскими коллективами.